# Zbigniew Malicki
Zbigniew Malicki (ur. 9 września 1944 w Minden, zm. 22 sierpnia 2022 w Warszawie) – polski żeglarz, artysta grafik, działacz żeglarski, olimpijczyk z Moskwy 1980.
Zawodnik klubu AZS-AWF Warszawa w latach 1963–1980. Startował w:
- klasie Finn w latach 1962–1978 (największym sukcesem było 6. miejsce w regatach Kieler Woche,
- klasie Star w latach 1978–1980 w której zajął 9. miejsce w mistrzostwach Europy,
- windsurfingowej klasie Windglider w latach 1981–1983.
- klasie 730 od roku 1998.

Na igrzyskach w Moskwie wystartował w klasie Star (partnerem był:Tomasz Holc). Polska załoga zajęła 12. miejsce.
W latach 1974–1984 pracował jako naczelny grafik w Polskich Liniach Lotniczych LOT. Był twórcą oprawy graficznej Mistrzostw Europy w klasie Finn w roku 1974, Mistrzostw świata juniorów w klasie 470 w roku 1996, mistrzostw Europy w klasie Mistral w roku 1999.
Działacz żeglarski. Założyciel i prezes Komisji Żeglarstwa Deskowego PZŻ (1981–1984), coach kadry narodowej deskowej klasy windglider w latach 1981-1983. Założyciel Stowarzyszenia klasy 470 (1991) oraz Stowarzyszenia Regatowego klasy 730 (1999).